# Ульрикен (гора)
Гора́ У́льрикен (норв. Ulriken) — самая высокая из Семи Гор (норв. De syv fjell), окружающих Берген, второй по величине город Норвегии. Её высота — 643 м (по другим данным, 642 м или 640 м) над уровнем моря. У вершины горы находится башня для телевидения и радиовещания, а также есть кафе и обзорные телескопы.

## Туристские маршруты

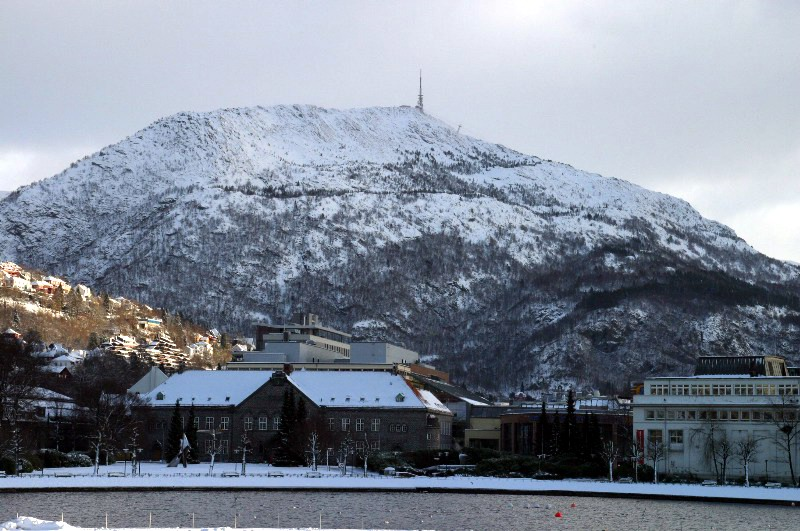
Гора Ульрикен зимой

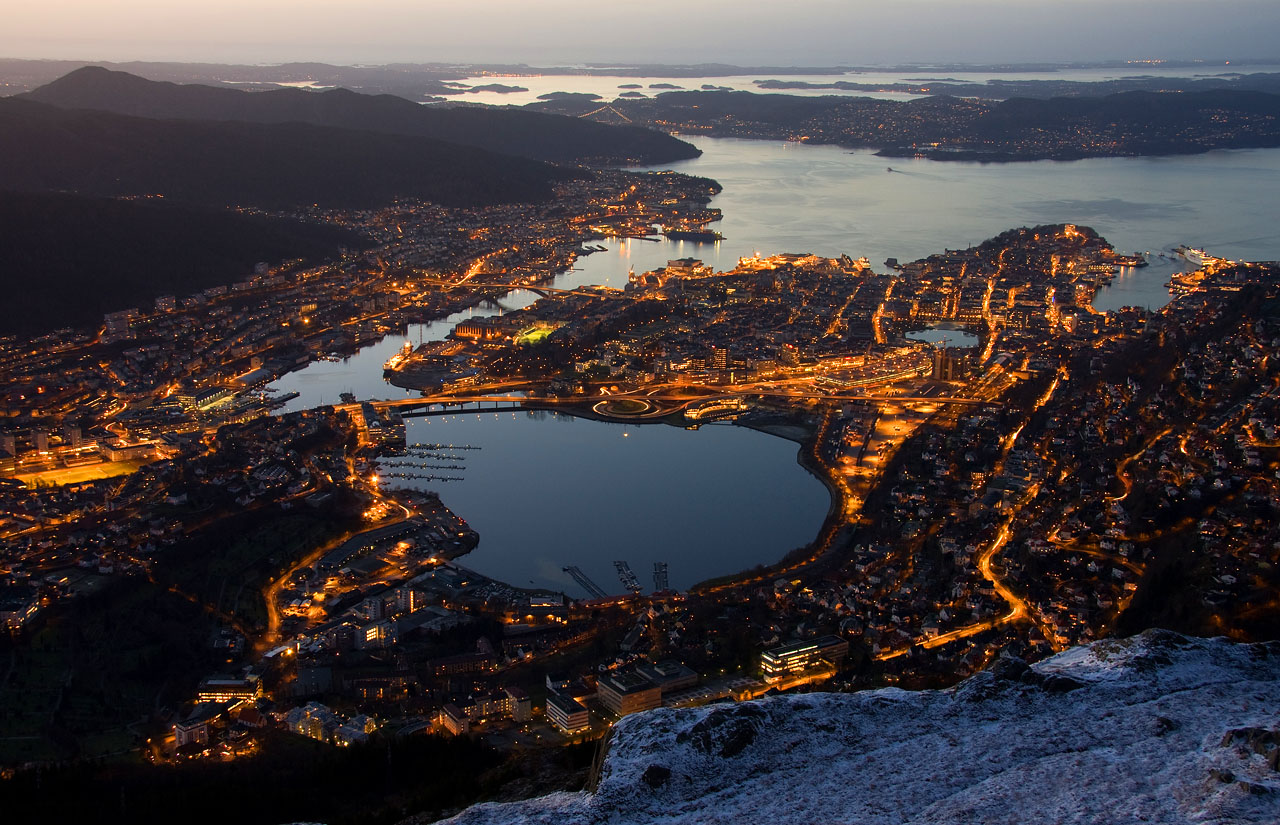
Вид на Берген с вершины горы

До верхней точки горы можно добраться по канатной дороге Ульриксбанен, до нижней станции которой можно доехать на автобусе из центра Бергена. До вершины можно дойти и пешком, используя туристские тропы, которые, однако, не везде хорошо размечены. В хорошую погоду с вершины горы Ульрикен открывается замечательный вид на Берген, а также окрестные горы, фьорды и острова.
На востоке от Ульрикена начинается каменистая горная местность, называемая Видден (норв. Vidden). Одним из популярных спортивных туристских маршрутов является переход по этой горной возвышенности от Ульрикена до горы Флёйен (норв. Fløyen), которая возвышается над центром Бергена. Этот маршрут может занять 4—5 часов и проходит через высшую точку этого массива, гору Стурфьеллет (Storfjellet, с норв. — «большая гора») высотой 662 м (по другим данным, 673 м) над уровнем моря.

## Тоннели
Под северной частью горы Ульрикен проходит один из самых длинных тоннелей Норвегии — Ульрикстуннелен длиной 7670 м, соединяющий станции Берген и Арна. Этот тоннель был введён в эксплуатацию в 1964 году, и по нему, в частности, ходят поезда от Бергена до Осло. В настоящее время этот тоннель имеет только одну железнодорожную колею, но планируется расширить его до двухколейного. Также имеются планы строительства под горой Ульрикен автомобильного тоннеля Арнатуннелен Арнатуннелен.

## История
Название «Ульрикен» происходит от имени города Альрек (Alrek, или Alrekstad), расположенного у западного подножия горы и находившегося на территории южной части современного Бергена. В переводе на современный норвежский язык Alrek означает Det ruvende («заметный», «выдающийся»). В X веке в Альреке жил первый король Норвегии Харальд I Прекрасноволосый (норв. Harald Hårfagre).
С горой Ульрикен связан городской гимн Бергена «Udsigter fra Ulriken» (с норв. — «Виды с Ульрикена»), написанный около 1790 года епископом Юханом Нурдалем Бруном (норв. Johan Nordahl Brun).
В 1853 году вместе с группой жителей Бергена на Ульрикен взошёл Генрик Ибсен. Под впечатлением этого восхождения он написал стихотворение «Vi vandrer med freidig mot».

## Фотогалерея

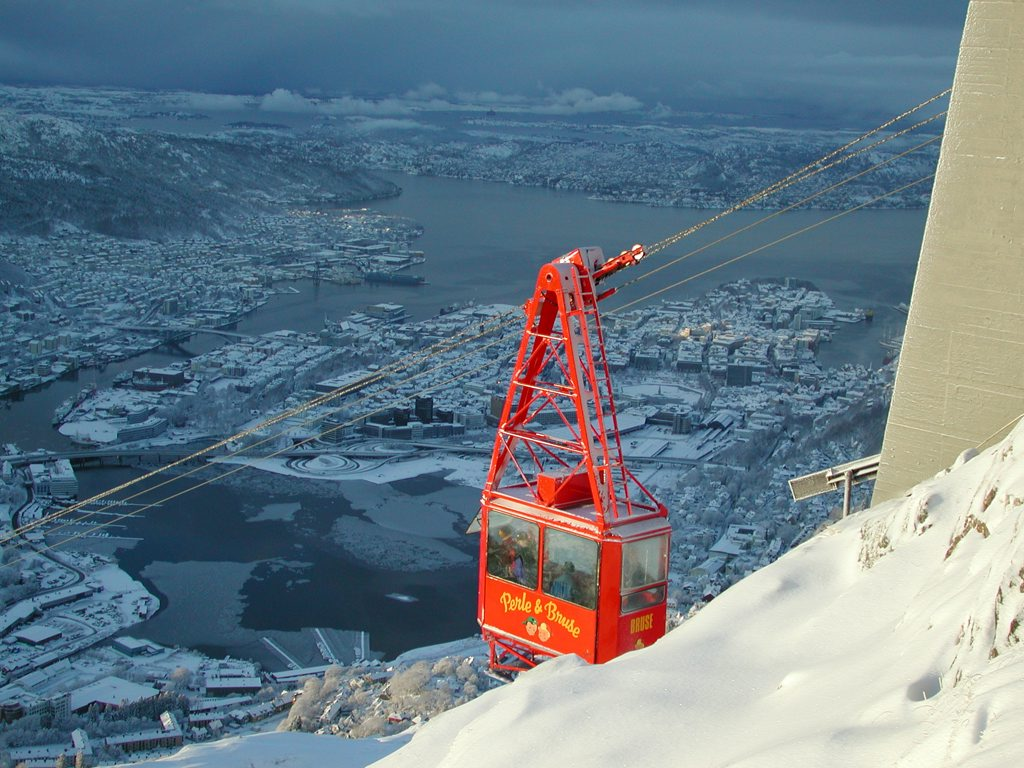
Гондола канатной дороги Ульриксбанен подходит к станции у вершины Ульрикен
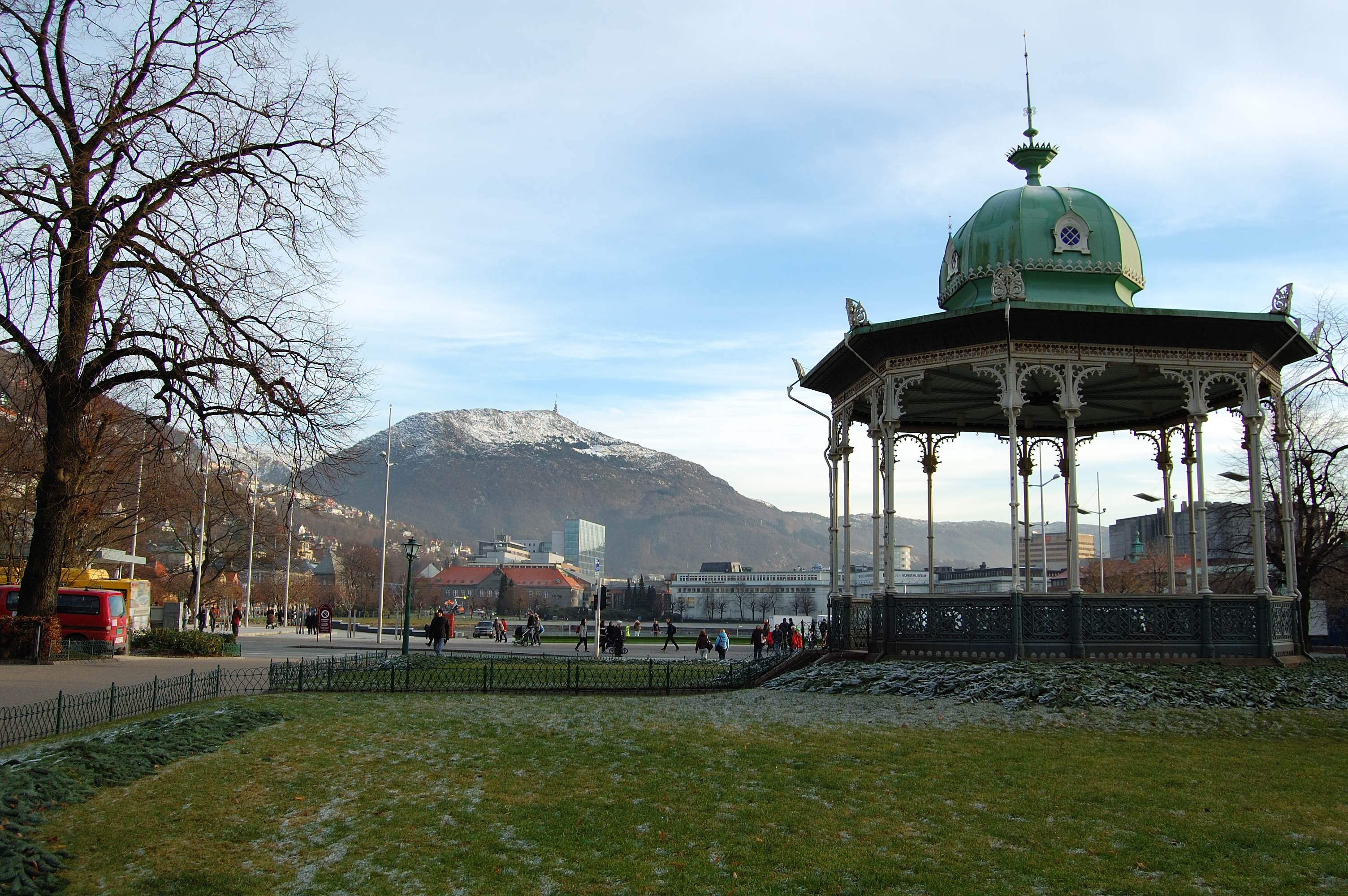
Вид на Ульрикен из центра Бергена, на переднем плане — «музыкальный павильон»
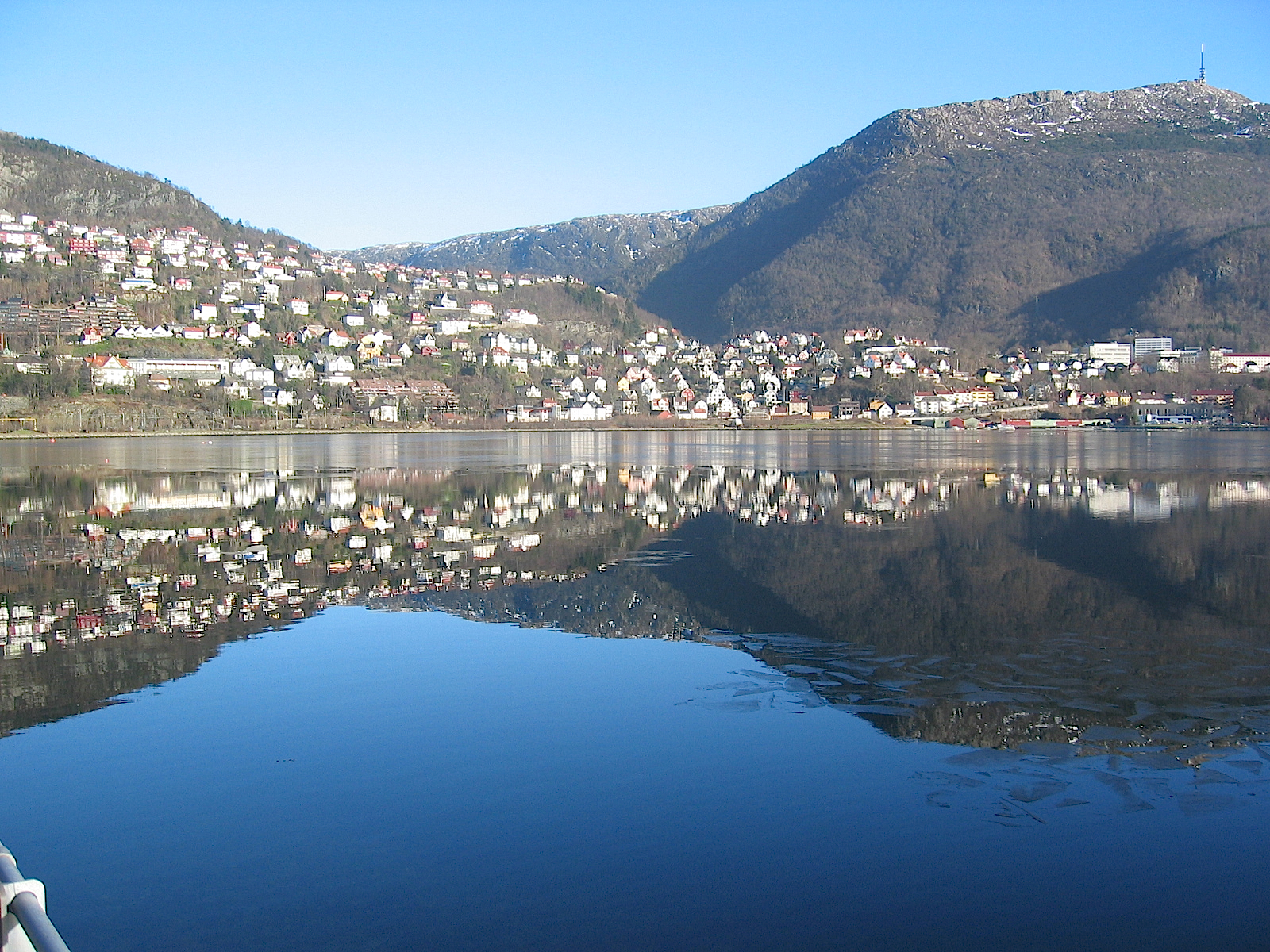
Вид на Ульрикен от залива Стуре Лунгегордсваннет (норв. Store Lungegårdsvannet)
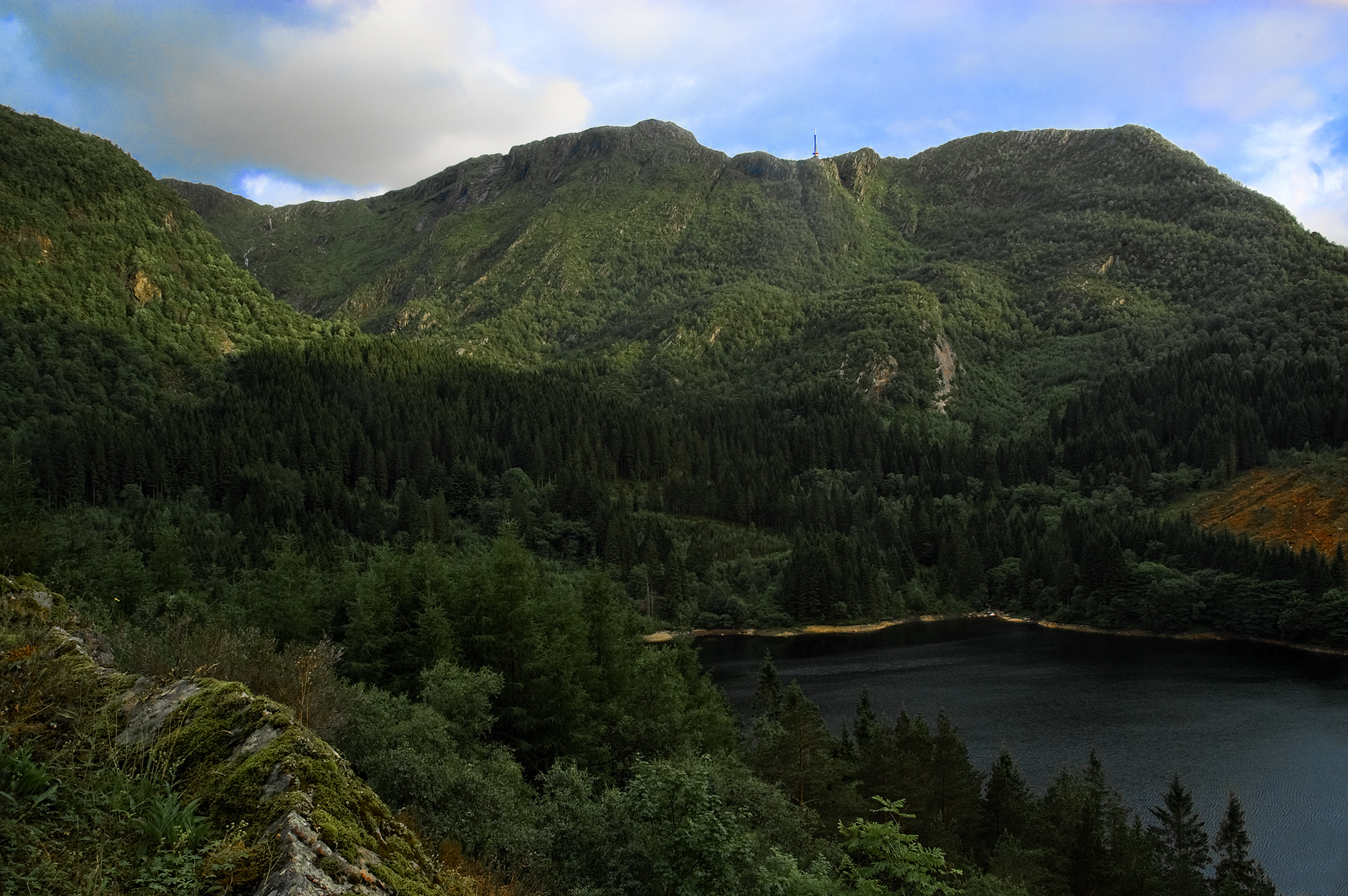
Вид на Ульрикен со стороны искусственного озера Свартедикет (норв. Svartediket)
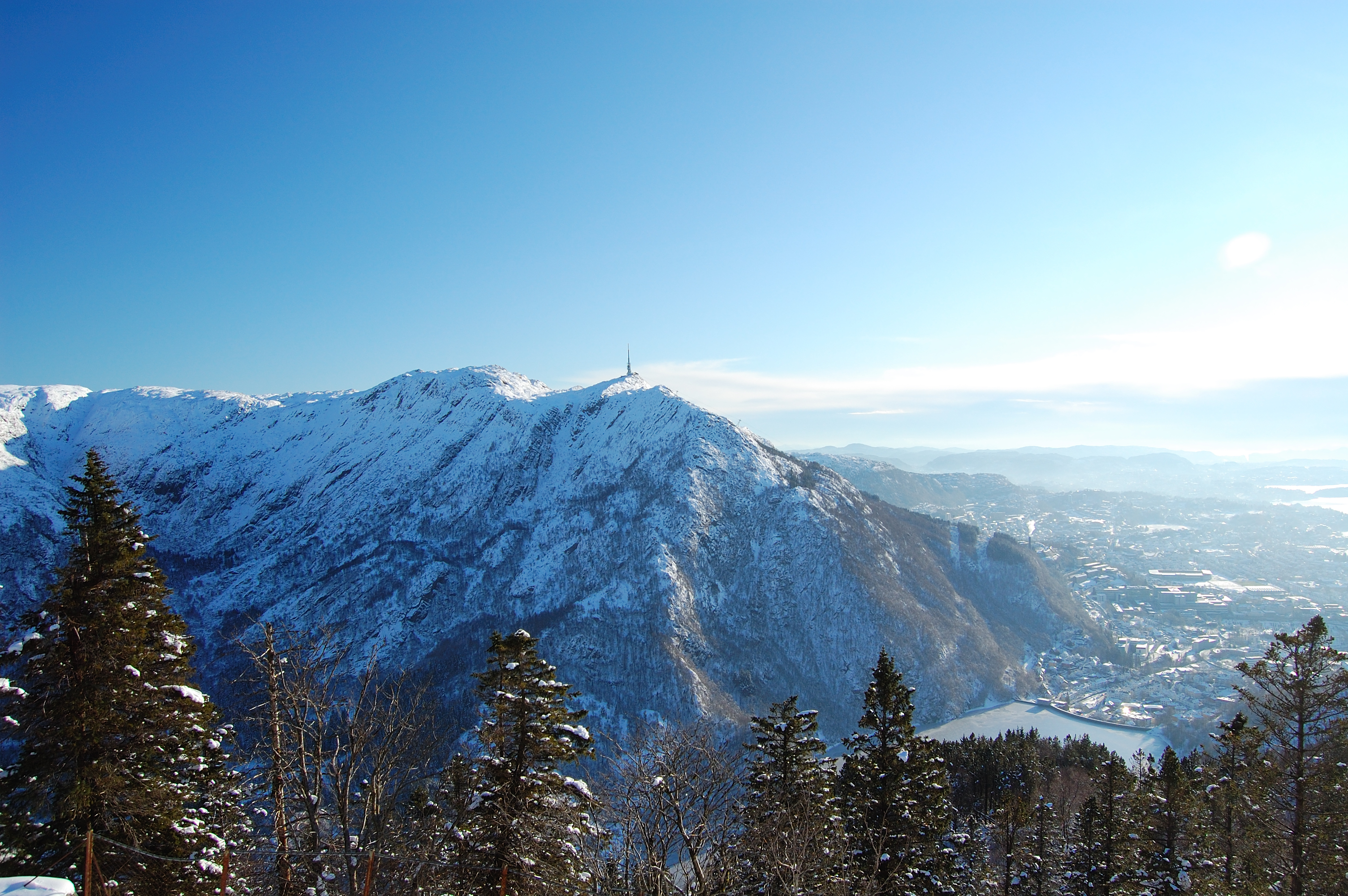
Зимний вид на Ульрикен со стороны соседней горы Бломанен (норв. Blåmanen)
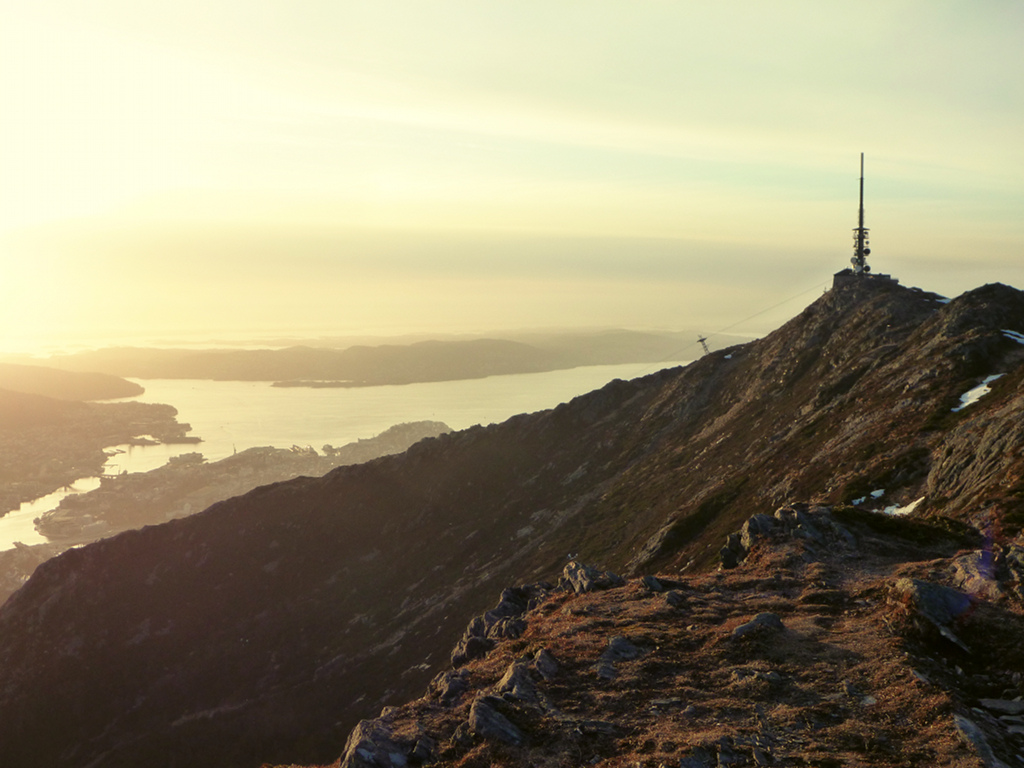
Гребень, ведущий к вершине Ульрикен
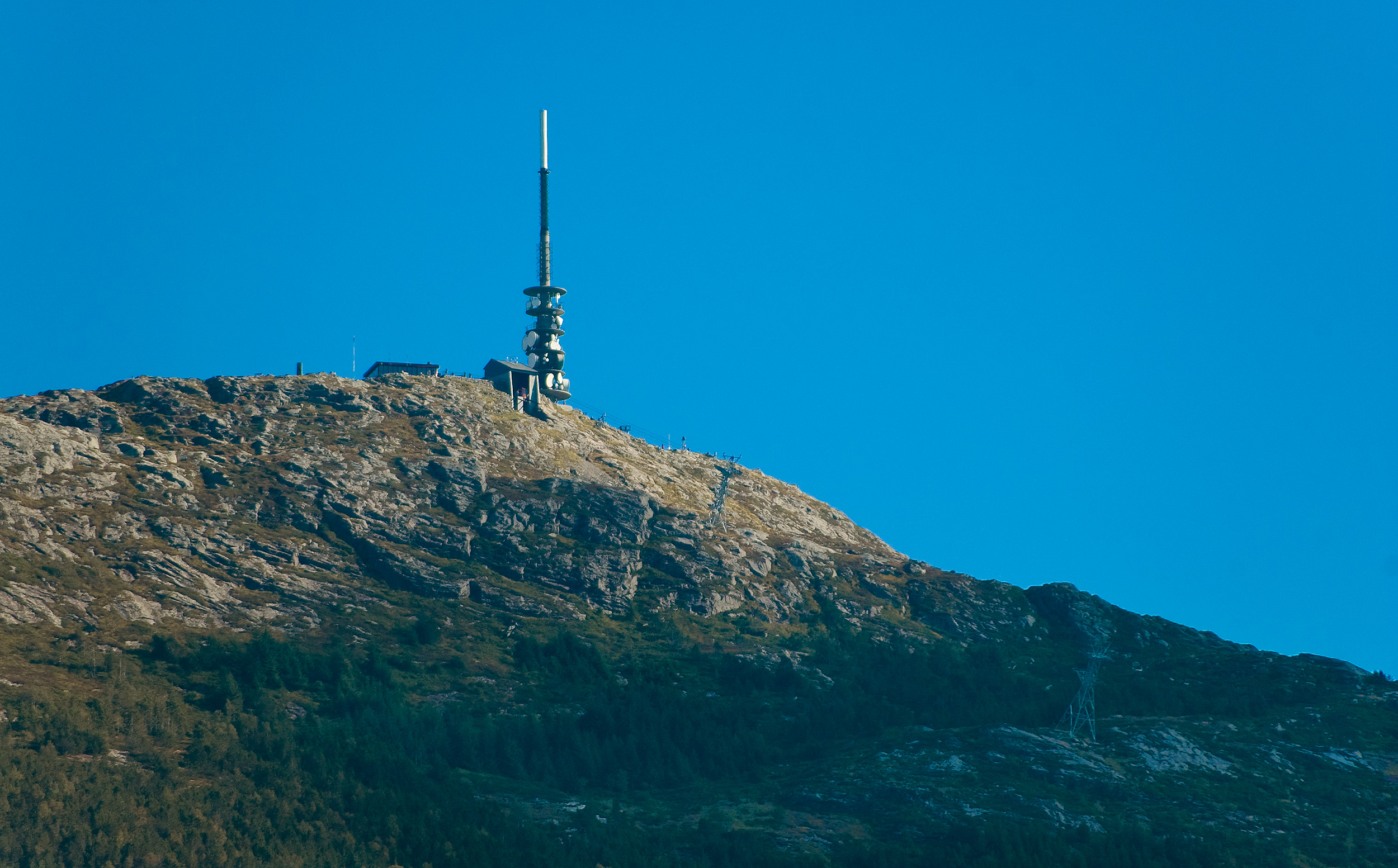
Телевизионная башня на вершине Ульрикен
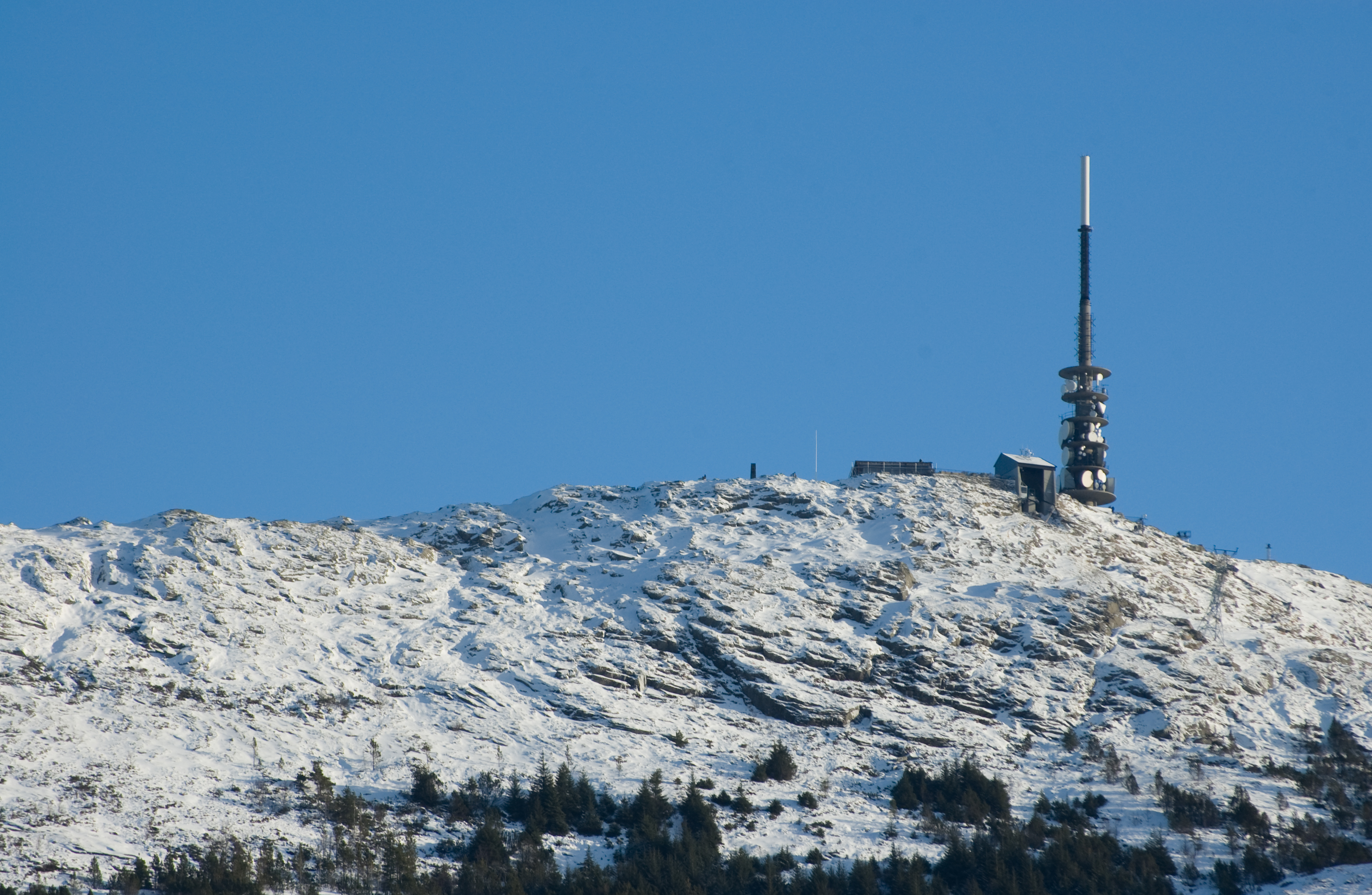
Телевизионная башня на вершине Ульрикен зимой